# Damalis flaventis
Damalis flaventis là một loài ruồi trong họ Asilidae. Damalis flaventis được Scarbrough miêu tả năm 2005. Loài này phân bố ở miền Ấn Độ - Mã Lai.